# Zschiesche
Zschiesche ist ein Familienname, der aus dem niedersorbischen (cyz) bzw. dem obersorbischen (cizik) entlehnt wurde und der Zeisig bedeutet. Namensvarianten sind Tschiesche, Tzschiesche, Ziesch, Ziesche, Ziese und Zieske. 

## Namensträger
- Alfred Zschiesche (1908–1992), deutscher Dichter und Liedermacher der Jugendbewegung (Fahrtenname „Alf“) sowie Herausgeber von Gitarrenmusik
- Arnd Zschiesche (* 1972), deutscher Soziologe, Autor und Unternehmer
- August Zschiesche (1799–1876), deutscher Opernsänger
- Heinrich Adolph Zschiesche (1791–1868), deutscher Komponist
- Karl-Wolfgang Zschiesche (1933–1996), deutscher Arzt und Pathologe
- Paul Zschiesche, (1849–1919), Mediziner und Prähistoriker
- Volkram Zschiesche (* 1979), deutscher Schauspieler
- Werner Zschiesche (1903–1947), deutscher Ruderer